# Poklukar
Poklukar je priimek več znanih Slovencev:
- Boštjan Poklukar (*1971), minister za notranje zadeve
- Darja Rupnik Poklukar (*1969), matematičarka
- Janez Poklukar (1960—2004), agronom, čebelarski strokovnjak
- Janez Poklukar (*1979), zdravnik internist, zdravstveni menedžer (direktor UKC Ljubljana), minister...
- Josip Poklukar (1837—1891), politik, gospodarstvenik, deželni glavar Kranjske
- Jože Poklukar (*1973), športnik biatlonec
- Jožef Poklukar  (1791—1866), teolog in jezikoslovec
- Jožef Poklukar ml. (1799—1866), duhovnik, župnik
- Luka Poklukar, mladinski pisatelj
- Matjaž Poklukar (*1973), športnik biatlonec
- Polona Poklukar (*1975), likovna umetnica/ustvarjalka
- Primož Poklukar (*1990), smučarski tekač